# Tomasz Chmieliński
Tomasz Chmieliński (ur. 29 grudnia 1845, zm. 12 sierpnia 1944) – podporucznik, weteran powstania styczniowego. Urodził się w Popowie Borowym lub Serocku.
W listopadzie 1862 roku, gdy do jego wsi przybył oddział werbujący do powstania, Chmieliński zaciągnął się do powstania. Na wiosnę 1863 roku stanął w szeregi powstańcze. Zgłosił się do oddziału Jasińskiego, który należał do oddziału Ramotowskiego. Z oddziałem brał udział w wielu walkach, aż do momentu jego rozwiązania w majątku Glinki. W 1930 roku został odznaczony Krzyżem Niepodległości z Mieczami. W 70 rocznicę powstania w 1933 roku, wraz z grupą weteranów został przyjęty na Zamku Królewskim przez Prezydenta Ignacego Mościckiego, a następnie w Belwederze przez Marszałka Józefa Piłsudskiego.
W styczniu 1938 roku wraz z 50 weteranami oraz trzema weterankami (Marią Bentkowską, Marią Fabianowską i Lucyną Żukowską) został odznaczony Krzyżem Oficerskim Orderu Odrodzenia Polski.
W 1938 roku mieszkał w Serocku. Zmarł w 1944 roku i został pochowany na cmentarzu Rakowickim w Krakowie.